# I Liceum Ogólnokształcące im. Bolesława Chrobrego w Kłodzku
I Liceum Ogólnokształcące im. Bolesława Chrobrego – jedna z najstarszych szkół średnich w Kłodzku, kształcąca 728 uczniów. Mieści się w budynku po byłym kolegium jezuickim na Starym Mieście, przy ul. Wojska Polskiego 11. W latach 2014–2019 przy szkole działało Powiatowe Gimnazjum Dwujęzyczne.

## Budynek
Projektantem gmachu szkoły w stylu barokowym jest architekt pochodzenia włoskiego Carlo Lurago. Gmach powstał w latach 1665–1690 na planie prostokąta z wewnętrznym dziedzińcem o powierzchni 600 m². Najwcześniej oddano do użytku skrzydło zachodnie (od strony ulicy Wojska Polskiego), bo już w 1667. Wymiary budowli wynoszą odpowiednio: ok. 49 m długości i ok. 40 m szerokości. Część budynku (północną) zajmuje klasztor jezuitów. Wejście od strony placu Kościelnego ozdobione jest portalem, w którym umieszczona jest data zakończenia budowy całego obiektu: 1690.
Do najciekawszych pomieszczeń należy dawny refektarz (obecnie aula im. Arnoszta z Pardubic) oraz dawna sala teatralna (obecnie mała sala gimnastyczna).

## Dane statystyczne
- 1945 – naukę w szkole rozpoczęło 583 uczniów w 15 klasach, których uczyło 7 nauczycieli (pod koniec 1945 – 20)
- 2003 – naukę w szkole rozpoczęło 993 uczniów w 31 klasach (w tym 4 klasy ze 170 słuchaczami w LO dla Dorosłych), których uczyło 61 nauczycieli (w tym 3 niepełnozatrudnionych)[5]
- 2021 – w szkole kształciło się 728 uczniów, których uczyło 48 nauczycieli[2]

## Kierunki kształcenia
Szkoła oferuje 4-letni cykl kształcenia w klasach ogólnych. Szkoła oferuje uczniom w swojej podstawie programowej następujące języki obce: angielski, niemiecki, francuski i rosyjski. Poza przedmiotami ogólnokształcącymi uczniowie w I klasie dokonują wyboru rozszerzenia wybierając dodatkowe przedmioty pod kątem poszczególnych specjalizacji. W roku szkolnym 2021/2022 do wyboru były następujące rozszerzenia:
- politechniczne (matematyka, fizyka, język angielski)
- ekonomiczne (geografia, matematyka, język angielski)
- prawnicze (historia, WOS, język polski)
- medyczne z językiem angielskim (biologia, chemia, język angielski)
- artystyczne (warsztaty, język polski, historia sztuki)
- medyczne (biologia, chemia, laboratorium)
- językowe (język niemiecki / język rosyjski, język angielski, język angielski w tłumaczeniach)
- informatyczne (język angielski, matematyka, informatyka)
- europejskie (geografia, WOS, język angielski)
- humanistyczne (język polski, język angielski, WOS)
- psychologiczne (język polski, język angielski, biologia)
- teatralne (język polski, język angielski, ekspresja twórcza)

Po ukończeniu szkoły absolwent otrzymuje świadectwo ukończenia szkoły i może przystąpić do egzaminu maturalnego, który uprawnia do podjęcia studiów wyższych.

## Dyrektorzy szkoły
| Lp. | Lata      | Imię i nazwisko               | Informacje dodatkowe |
| --- | --------- | ----------------------------- | --- |
| 1   | 1945–1948 | Roman Birkenmayer (1894–1973) | organizator LO, fizyk, absolwent Uniwersytetu Jagiellońskiego w Krakowie, przed II wojną światową pracował jako asystent na UJ, współzałożyciel TMZK, później w V LO w Krakowie |
| 2   | 1948–1950 | Zbigniew Szuszkiewicz         | nauczyciel historii |
| 3   | 1950–1961 | Marian Jamka                  | nauczyciel geografii i wiedzy o Polsce i świecie współczesnym; uzyskał absolutorium na UJ z geografii, dokształcał się później na kursach dla dyrektorów szkół ogólnokształcących, poseł na Sejm PRL II kadencji (1957–1961). |
| 4   | 1961–1971 | Zygmunt Kuśmierz (1922–2014)  | długoletni nauczyciel języka polskiego w LO, absolwent polonistyki na Uniwersytecie Wrocławskim. |
| 5   | 1971–1975 | Mieczysław Występski          | wcześniej zastępca dyrektora Liceum Pedagogicznego w Kłodzku; uzyskał absolutorium z pedagogiki na Wyższej Szkole Pedagogicznej w Warszawie. |
| 6   | 1975–1978 | Bożena Dąbrowska              | działaczka PZPR w Kłodzku; absolwentka pedagogiki na Uniwersytecie Wrocławskim. |
| 7   | 1978–1990 | Stanisław Madetko             | absolwent Wyższej Szkoły Pedagogicznej w Opolu; nauczyciel matematyki i fizyki, wcześniej podinspektor oświaty i wychowania w Kłodzku. |
| 8   | 1990–1995 | Zdzisław Suliga               | absolwent biologii Uniwersytetu Wrocławskiego. |
| 9   | 1995–1999 | Stanisław Śrutwa (1950–2020)  | pierwszy dyrektor z konkursu na to stanowisko; absolwent AWF we Wrocławiu. |
| 10  | 1999–2009 | Barbara Kożuch                | ur. 1963 r. w Kłodzku, absolwentka biologii na Uniwersytecie Wrocławskim. Wprowadziła mundurki szkolne (marynarki). |
| 11  | 2009–2009 | Jarosław Błauta               | ur. 1974 r. w Bystrzycy Kłodzkiej, absolwent Politechniki Wrocławskiej. Odwołany z funkcji przez Zarząd Powiatu Kłodzkiego w 2009 r. |
| 12  | 2010–2011 | Kamila Malik                  | ur. 1975 r. w Nowej Rudzie, absolwentka filologii romańskiej na Uniwersytecie Wrocławskim, którą ukończyła w 2000 roku. Następnie pracowała jako nauczycielka języka francuskiego oraz przedsiębiorczości w Zespole Szkół Ponadgimnazjalnych, gdzie pełniła funkcję wicedyrektora. Wygrała organizowany przez MEN konkurs na objęcie stanowiska wicedyrektora w szkole UE we Włoszech. |
| 13  | 2011–2012 | Bożena Czak                   | ur. 1965 r. we Wrocławiu, absolwentka Wydziału Chemii Politechniki Wrocławskiej, nauczycielka chemii. |
| 14  | 2012–2013 | Mirosław Gil                  | ur. 1958 r. w Nowej Rudzie, absolwent informatyki na Politechnice Wrocławskiej oraz studiów podyplomowych z zakresu matematyki na Uniwersytecie Wrocławskim. Absolwent i także nauczyciel w I Liceum Ogólnokształcącym w Nowej Rudzie. |
| 15  | 2013–2020 | Bożena Czak                   | ponownie. |
| 16  | od 2021   | Marcin Klimaszewski           | ur. 1981 r. w Dusznikach-Zdroju; absolwent Akademii Ekonomicznej w Katowicach (2006). |

## Historia szkoły

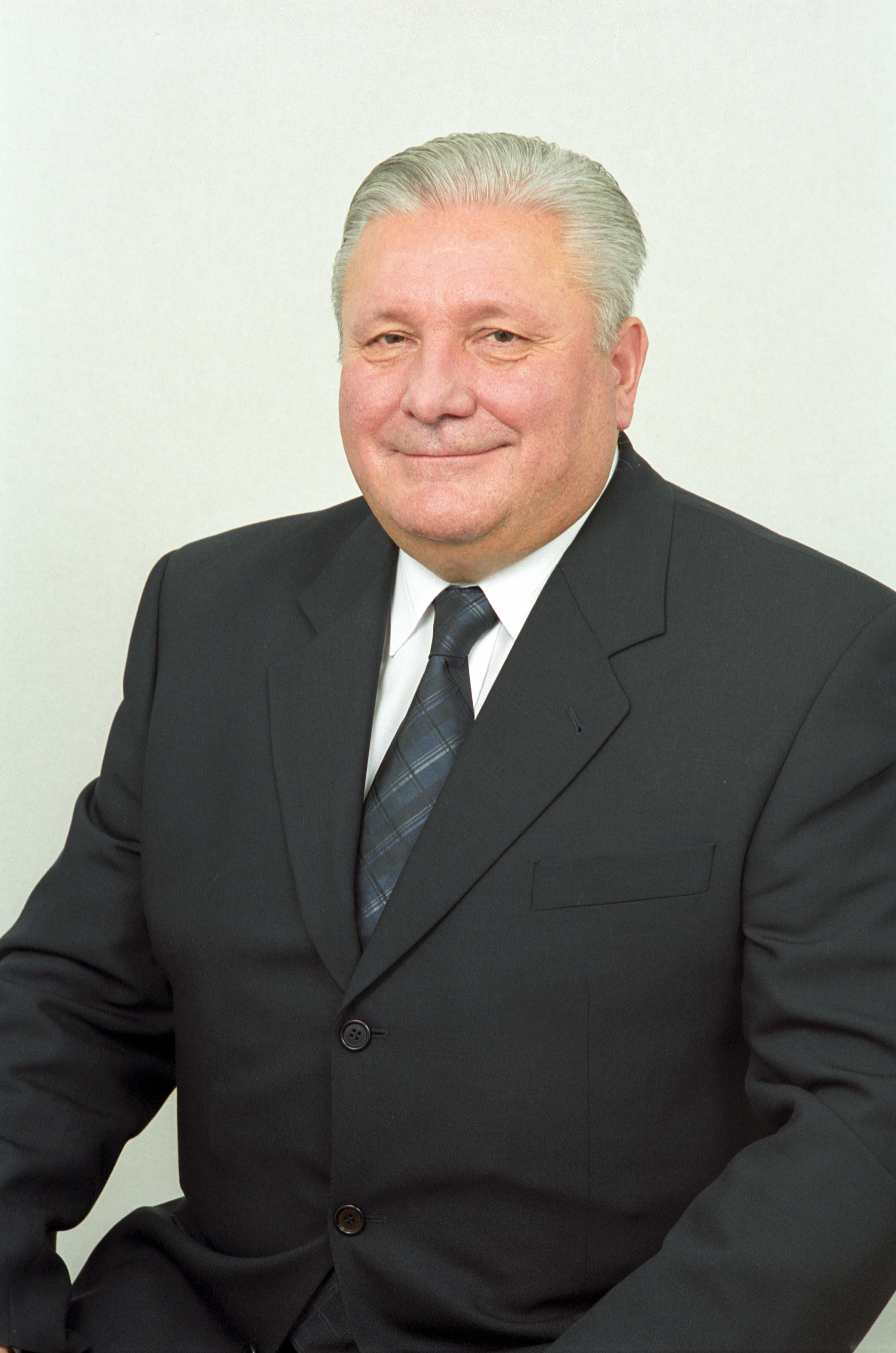
Kazimierz Drożdż, działacz sportowy i senator

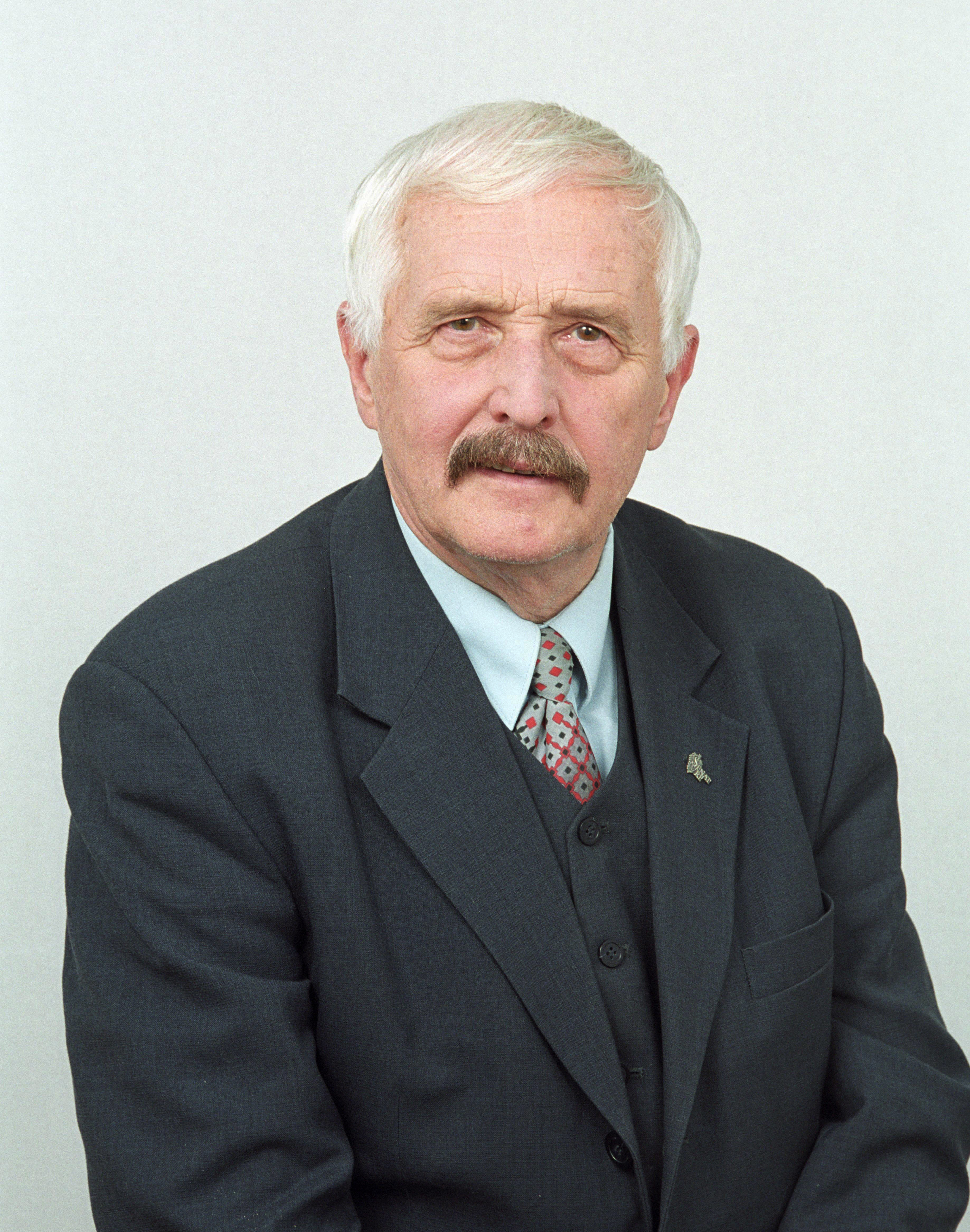
Bogusław Litwiniec, reżyser teatralny

### Dzieje szkoły (1597–1945)
W 1597 r. do Kłodzka został sprowadzony zakon jezuitów, który rozpoczął w mieście działalność duszpasterską. W październiku tego samego roku uzyskał on zgodę papieską na prowadzenie nauki, prowadząc ją w budynkach dawnego klasztoru kanoników regularnych św. Augustyna na Górze Zamkowej. Obecny obiekt dydaktyczny budowano w latach 1655–1690. Mimo że papież Klemens IV skasował zakon jezuitów bullą Dominus ac redemptor Noster w 1773 r., prowadzili oni swoją działalność w Prusach do śmierci króla króla Fryderyka II. W 1787 r. zakon rozwiązano, a dobra klasztorne byłego kolegium zlicytowano . W 1800 r. z części dawnego kolegium utworzono męskie gimnazjum. Dziesięć lat później przekształcono je w Królewskie Gimnazjum Katolickie. Przed I wojną światową wzniesiono obok gimnazjum salę gimnastyczną. Klasy przeniesiono z części zachodniej obiektu do wschodniej. W okresie dwudziestolecia międzywojennego oddzielono probostwo od części szkolnej, zamurowując dawne wejścia. Naukę przerwano dopiero w styczniu 1945 r., w ostatniej fazie II wojny światowej .

### Polskie liceum (od 1945)
Obiekt został przejęty przez władze polskie 13 sierpnia 1945 r. Szkoła zajęła większość pomieszczeń w budynku poza wspomnianą częścią należącą do parafii katolickiej. Organizatorem liceum był Roman Birkenmajer, pełniący funkcję pierwszego dyrektora. Inauguracja pierwszego roku szkolnego odbyła się 10 września tego samego roku. Początkowo szkoła nosiła nazwę Państwowego Koedukacyjnego Gimnazjum i Liceum Ogólnokształcącego. Po reorganizacjach w latach: 1947, 1948 i w 1953 r. zmieniono nazwę na Liceum Ogólnokształcącego im. Bolesława Chrobrego.
Od 1971 r. po reformie edukacji liceum działało jako szkoła 4-klasowa na podbudowie ośmioklasowej szkoły podstawowej. Sześć lat później dokonano połączenia Liceum Ogólnokształcące im. Bolesława Chrobrego z Liceum Ogólnokształcącym dla Pracujących. 1 stycznia 1978 r. szkołę przekształcono w Zespół Szkół Ogólnokształcących. W tym okresie na terenie szkoły trwały intensywne prace budowlane, w wyniku których zabudowano przestrzeń między skrzydłem południowym a salę gimnastyczną, zmieniając nieco wygląd szkoły. Od roku szkolnego 2002/2003 do trzyletniego liceum uczęszcza młodzież po ukończeniu gimnazjum.
Od 2006 r. szkoła działa jako I Liceum Ogólnokształcące imienia Bolesława Chrobrego.

## Absolwenci (wybór)
- Leszek Barg
- Andrzej Bator
- Wojciech Brochwicz
- Kazimierz Drożdż
- Janusz Laska
- Bogusław Litwiniec
- Stanisław Longawa
- Gabriela Muskała
- Monika Muskała
- Ryszard Niebieszczański
- Krystyna Oniszczuk-Awiżeń
- Janusz Pospolita
- Robert Stando
- Jakub Szulc
- Andrzej Weber
- Andrzej Witkowski
- Anna Zelenay

## Galeria

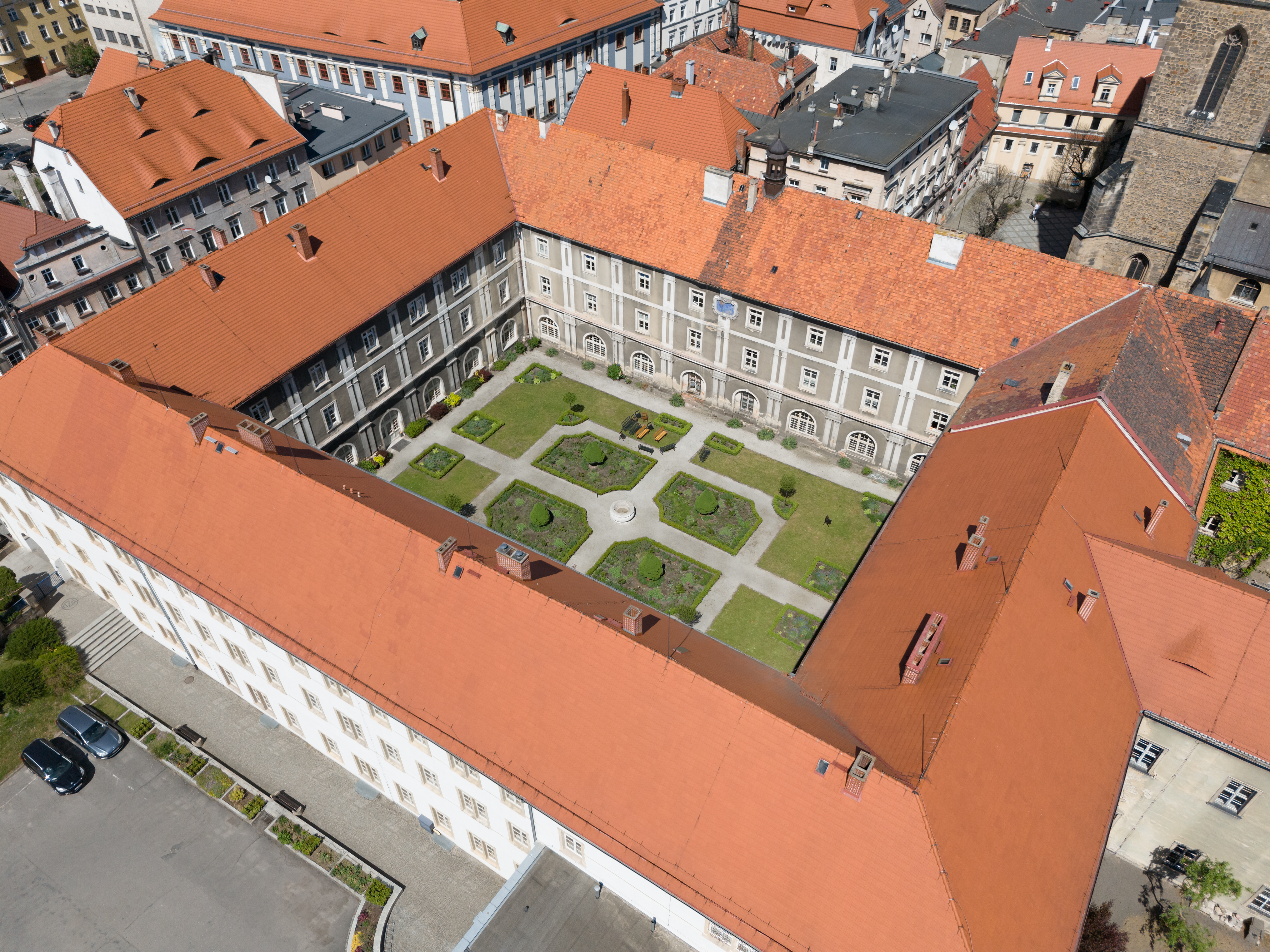
Widok na wirydarz
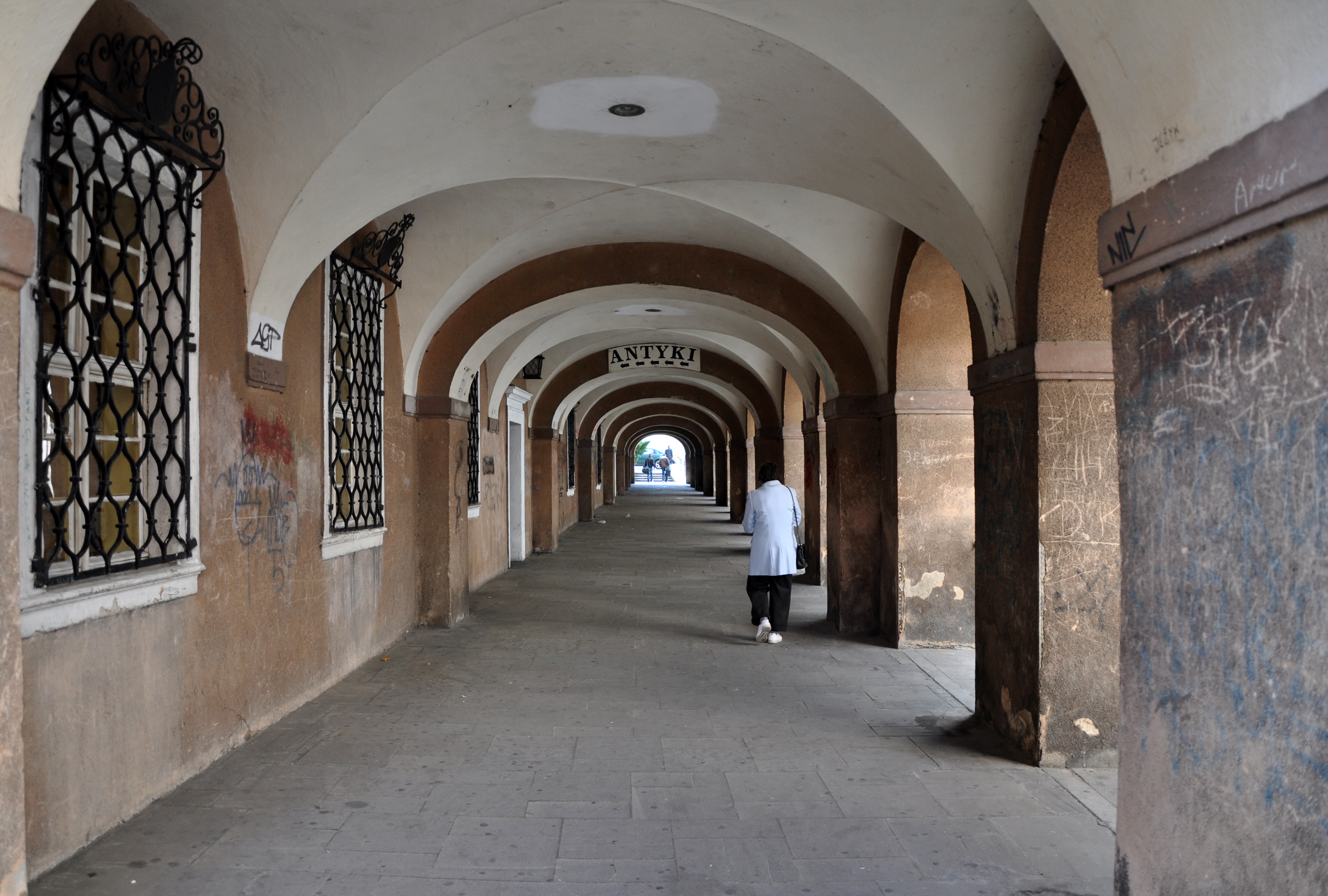
Podcienia w zachodnim skrzydle szkoły
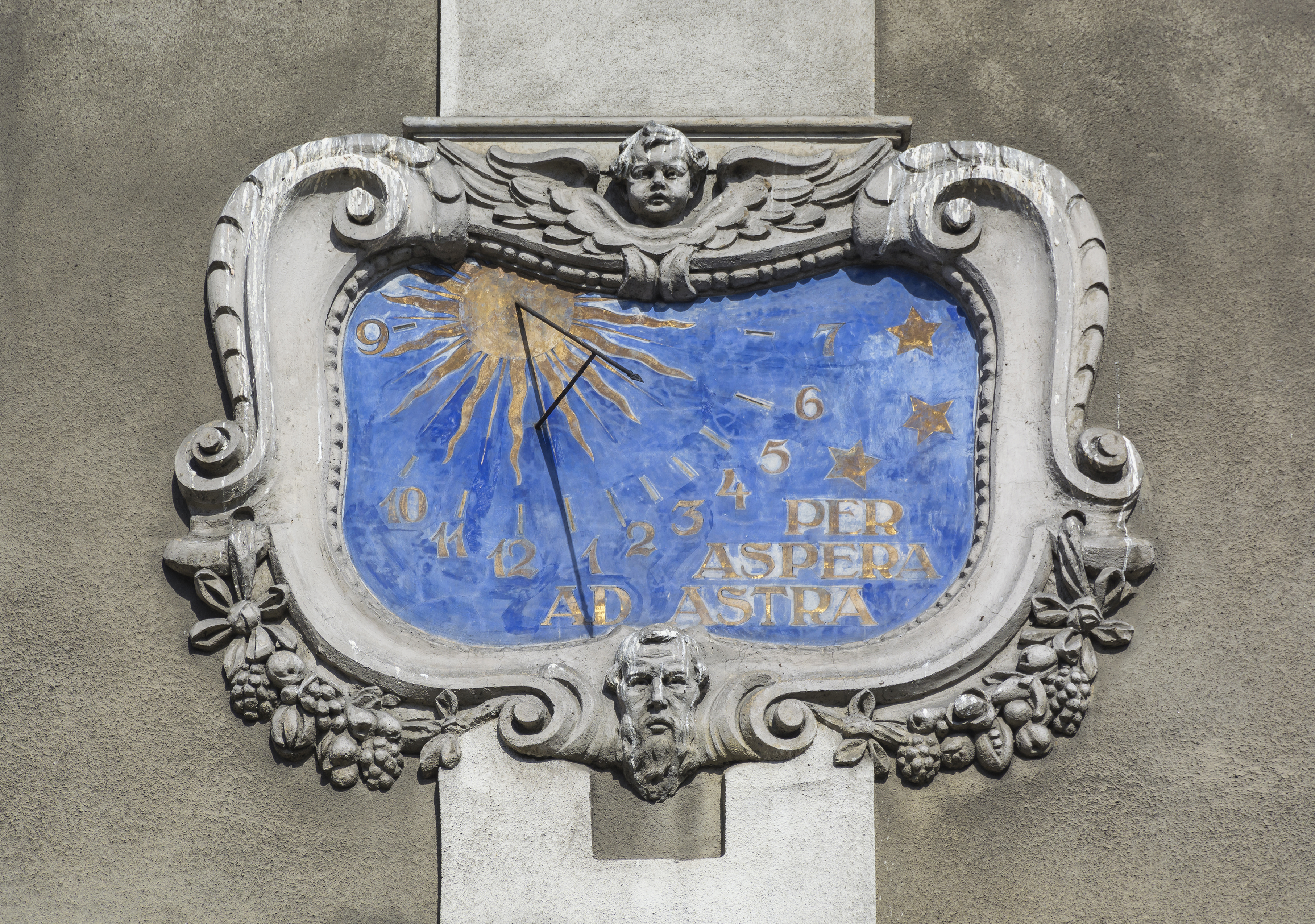
Zegar słoneczny z dewizą szkoły, na ścianie wirydarza
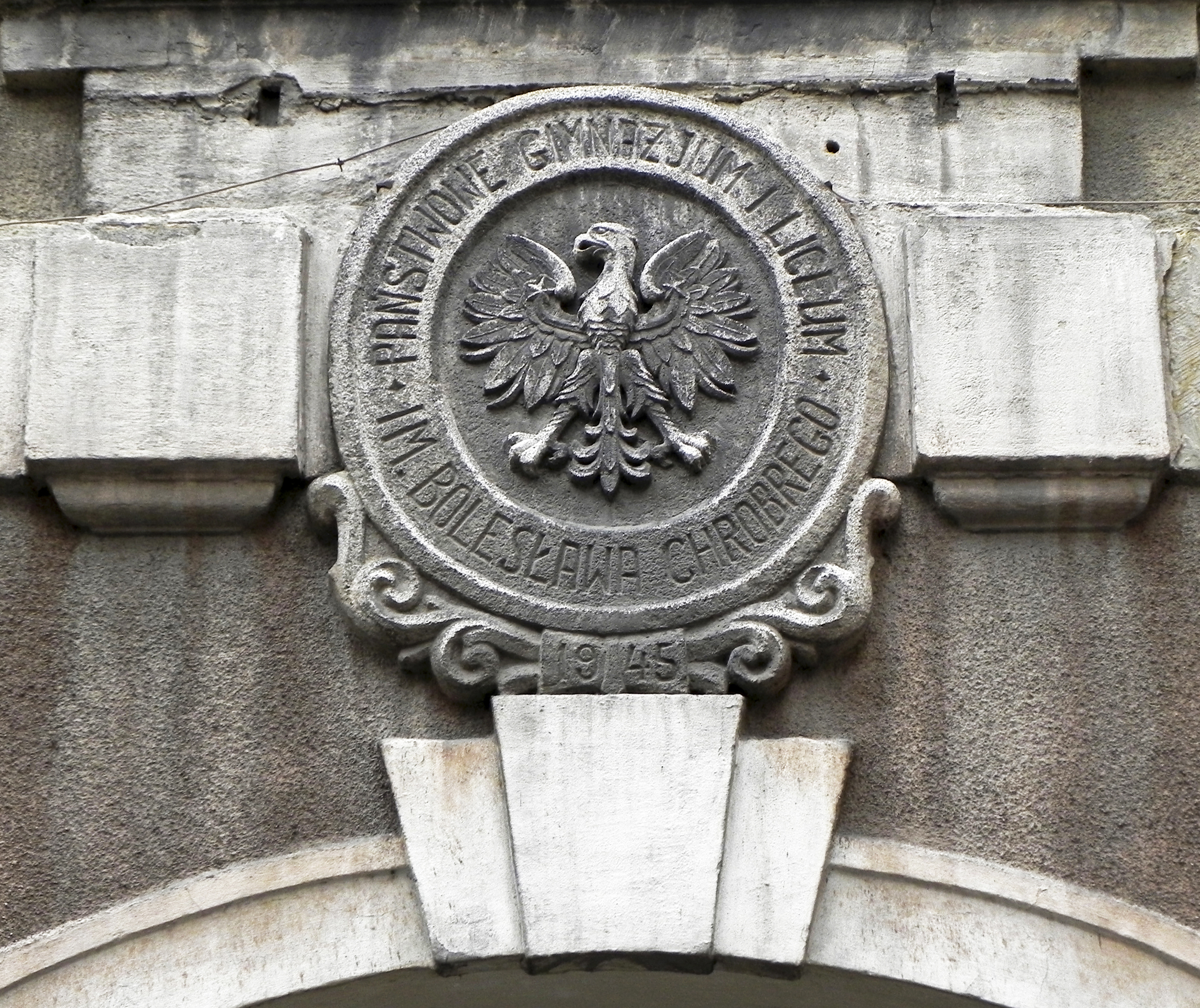
Godło liceum
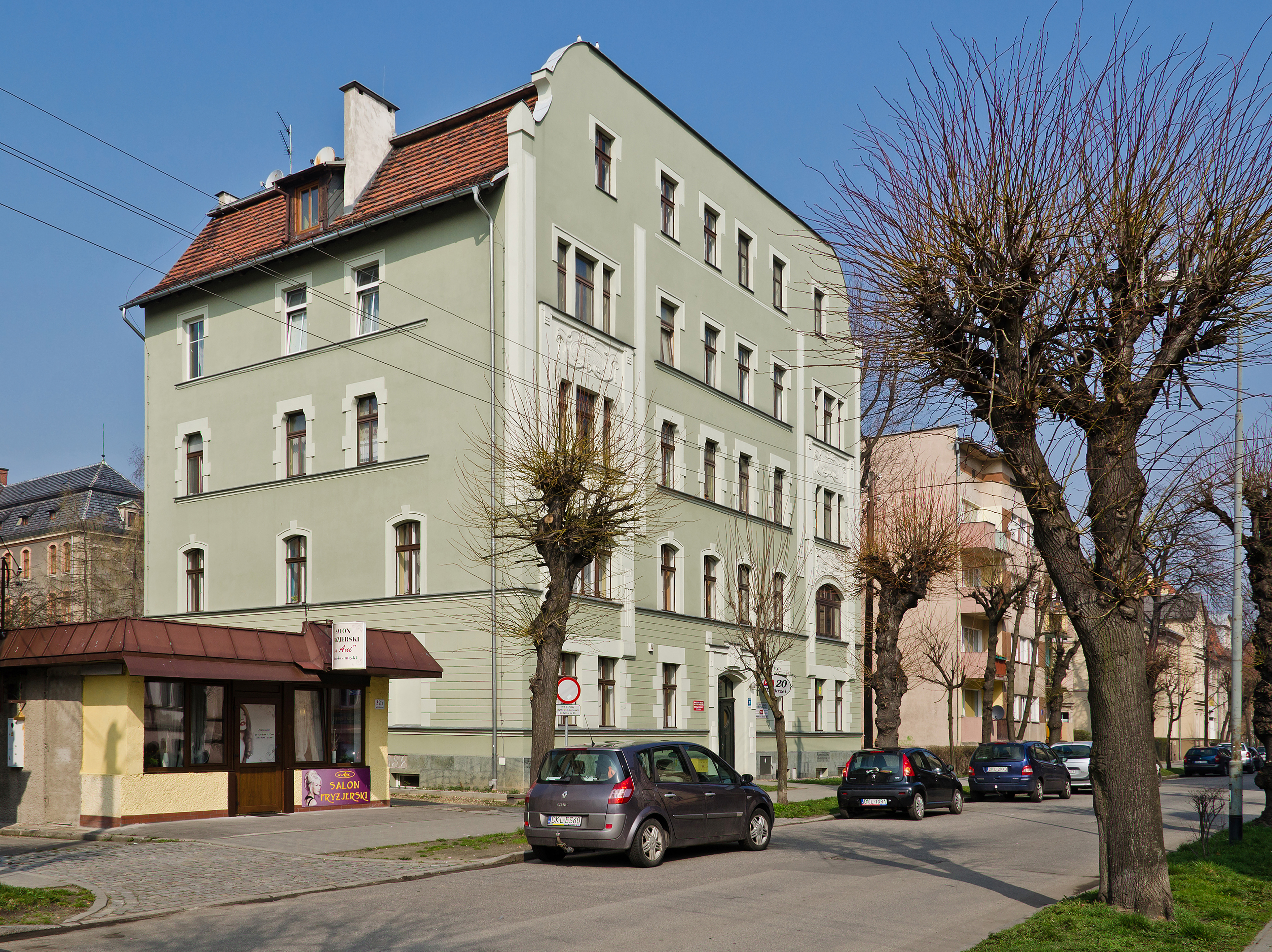
Zabytkowy internat